# Диас, Педро Антонио
Педро Антонио Диас де Обальдиа (исп. Pedro Antonio Díaz de Obaldía, 5 июля 1852 — 8 мая 1919) — панамский государственный деятель, и. о. президента Панамы (1918).

## Биография
Родился в 1852 году. Занимал различные посты в администрациях президентов Обальдии, Порраса и Вальдеса.
Панама унаследовала систему управления от Колумбии: здесь не было поста вице-президента, а были посты «Designado Presidencial» — первый (Primer) и второй (Segundo); занимающие эти посты люди должны были исполнять обязанности президента (в указанном порядке) в случае его отсутствия (а также невозможности исполнения президентских обязанностей предыдущим Designado Presidencial). Designado Presidencial избирались Национальной Ассамблеей на два года.
В связи с тем, что летом 1918 года скончался президент Рамон Вальдес, исполнять обязанности президента стал Primer Designado Сиро Урриола. Осенью состоялись выборы новых Designado Presidencial, и Педро Диас был избран в качестве Segundo Designado. Так как избранный Primer Designado Белисарио Поррас в это время находился в США, то до его прибытия Педро Диас в течение 11 дней исполнял обязанности президента страны.